# 야구 카리엘루
야구 카리엘루 히베이루(포르투갈어: Yago Cariello Ribeiro, 1999년 7월 27일 ~ )는 브라질의 축구 선수다. 현재 중국 슈퍼 리그의 저장 FC에서 활약하고 있다. K리그 등록명은 야고다.